# Falih Rıfkı Atay
 (juin 2017).
Falih Rıfkı Atay, né le 25 janvier 1894 à Constantinople et mort le 20 mars 1971 dans la même ville, est un éditorialiste et un écrivain turc kémaliste du XXe siècle.

## Biographie
Falih Rıfkı Atay fit des études de littérature à l’université de Constantinople, il se tourna ensuite vers le journalisme et commença en 1912 sa carrière au sein du quotidien Tanin (l’Écho). Il est un collaborateur du Comité Union et Progrès dirigé par Hüseyin Cahit Yalçın, propagateur du turquisme. Pendant la Première Guerre mondiale, il devint officier de réserve affecté, à la demande du grand Djemal Pacha, au quartier général de la IVe armée. De ce conflit, il en a été le triste témoin, l’ayant vécu sur différents fronts, en Palestine, dans le Sinaï et en Syrie. Après l’armistice, il fonde le quotidien nationaliste Aksam (Le Soir) à travers lequel il soutient la guerre d'indépendance. Il devient alors un proche de Mustafa Kemal Atatürk qu’il a toujours soutenu, même après son décès, dans ses réformes et leur continuité. C'est également dans cette optique qu’il fonde en 1952 le quotidien Dünya (Le Monde). Ses souvenirs sont donc une source de renseignements importante sur son époque et sur la vie d’Atatürk. 
Avant de mourir, il affirme que le kémalisme est la seul voie qui mènera au développement de la Turquie en précisant également que l’idéologie kémaliste a éradiqué l’islamisme pour le remplacer par une liberté de conscience. C’était un fervent défenseur de la laïcité et du kémalisme.